# Rawil Gusmanow
Rawil Midechatowicz Gusmanow, ros. Равиль Мидехатович Гусманов (ur. 25 lipca 1972 w Nabierieżnych Czełnach) – rosyjski hokeista narodowości tatarskiej, reprezentant Rosji, olimpijczyk, trener hokejowy.
Jego brat Dienis (ur. 1979) także został hokeistą.

## Kariera zawodnicza
- Traktor Czelabińsk (1990–1994)
- Springfield Falcons (1994–1995)
- Winnipeg Jets (1995)
- Springfield Falcons (1995–1996)
- Indianapolis Ice (1996)
- Saint John Flames (1996)
- Indianapolis Ice (1996–1997)
- Chicago Wolves (1997–1998)
- Mietałłurg Magnitogorsk (1998–2001)
- Houston Aeros (2001)
- Metallurg Magnitogorsk (2001–2008)
- Traktor Czelabińsk (2008–2010)

Wychowanek Traktora Czelabińsk. Był draftowany do NHL przez Winnipeg Jets w 1993 i rozegrał w niej 4 mecze. Z sukcesami występował w drużynie Mietałłurga Magnitogorsk. Zgrany atak tworzyli z nim Rawil Gusmanow i Aleksandr Golc.
W barwach ZSRR uczestniczył w turnieju mistrzostw Europy juniorów do lat 18 edycji 1990, a w barwach WNP w turnieju mistrzostw świata juniorów do lat 20 edycji 1992. W barwach seniorskiej kadry Rosji brał udział w turniejach zimowych igrzysk olimpijskich 1994, mistrzostw świata edycji 1999, 2001, 2002.

## Kariera trenerska
- Traktor Czelabińsk (2010-2014), asystent trenera
- Admirał Władywostok (2015), asystent trenera
- Traktor Czelabińsk (2015-2018), asystent trenera
- Czełmiet Czelabińsk (2018), główny trener
- Czełmiet Czelabińsk (2019), asystent trenera
- Tsen Tou Jilin (2019), główny trener
- KRS-BSU Beijing (2019/2020), asystent trenera
- Traktor Czelabińsk (2020-2021), trener w sztabie

Do końca marca 2014 asystent trenera w sztabie Traktora Czelabińsk. W 2015 asystent szkoleniowca w sztabie Admirała Władywostok. Od końca tego roku ponownie asystent w Traktorze. Pozostawał tam do września 2018. Od tego czasu był głównym trenerem Czełmieta Czelabińsk, a od nowego roku kalendarzowego 2019 został zastąpiony przez Igora Znaroka, pozostając w sztabie trenerskim. W sezonie WHL 2019/2020 pracował w zespołach chińskich: do początku października 2019 jako główny trener w Tsen Tou Jilin, a od drugiej połowy tego miesiąca jako asyst w KRS-BSU Beijing. W maju 2020 ponownie wszedł do sztabu Traktora. W marcu 2021 odszedł z tej pracy.

## Sukcesy
Reprezentacyjne
- Srebrny medal mistrzostw Europy juniorów do lat 18: 1990 z ZSRR
- Złoty medal mistrzostw świata juniorów do lat 20: 1992 z WNP
- Srebrny medal mistrzostw świata: 2002

Klubowe
- Puchar Turnera - mistrzostwo IHL: 1998 z Chicago Wolves
- Złoty medal mistrzostw Rosji: 1999, 2001, 2007 z Mietałłurgiem Magnitogorsk
- Puchar Mistrzów: 2008 z Mietałłurgiem Magnitogorsk

Indywidualne
- Superliga rosyjska w hokeju na lodzie (1998/1999):
  - Nagroda Najlepsza Trójka dla tercetu najskuteczniejszych strzelców ligi (oraz Aleksandr Korieszkow i Jewgienij Korieszkow) - łącznie 62 gole
- Superliga rosyjska w hokeju na lodzie (2000/2001):
  - Złoty Kask (przyznawany sześciu zawodnikom wybranym do składu gwiazd sezonu)

Wyróżnienie
- Zasłużony Mistrz Sportu Rosji w hokeju na lodzie: 2002